# Anita Pistone
Anita Sebastiana Pistone (Catania, 29 ottobre 1976) è un'ex velocista italiana, una delle quattro staffettiste della 4x100 metri italiana che deteneva il record nazionale stabilito insieme a Giulia Arcioni, Vincenza Calì ed Audrey Alloh.
Ha vinto 11 titoli italiani assoluti e 6 medaglie in manifestazioni a livello internazionale con due medaglie d'oro in staffetta 4x100 m nel 2007: Mondiali militari (Rita De Cesaris, Maria Aurora Salvagno e Micol Cattaneo) e Coppa del Mediterraneo Ovest (Giulia Arcioni, Maria Aurora Salvagno e Chiara Gervasi).

## Biografia

### Gli inizi di carriera e i successi internazionali
Ha iniziato a praticare l'atletica leggera nel 1988 all'età di 12 anni nella categoria Ragazze e come primo allenatore ha avuto Nuccio Leonardi che l'ha seguita quando correva per la Libertas Aetna Mascalucia.
Nel 1988, in una delle sue prime gare corse, ha centrato la migliore prestazione siciliana della categoria Ragazze nei 60 metri piani con 8'2. Da cadetta negli 80 m corre in 10'3 (1989), primato siciliano e poi nel 1990 a Rimini ottiene la seconda prestazione italiana di categoria dell'anno con 10'33. Da allieva nel 1991 corre i 100 m, la sua distanza preferita, iniziando con 12'4, per poi scendere a 12'37 nel 1992, quarta nella finale nazionale categoria allieve.
Come guida tecnica ha anche avuto prima Filippo Di Mulo e poi Mario Del Giudice. Come società, dopo aver militato nell'ordine con il CUS Catania, la Fondiaria Sai, la Camelot Milano, la Tris Milano e l'Italgest Athletic Club, il 9 gennaio del 2006 (all'età di 29 anni) viene chiamata dal Centro Sportivo dell’Esercito in cui come grado militare è Caporal maggiore V.F.P.4 (Volontaria in Forma Prefissata di 4 anni), ottenendo una grande svolta. Si è diplomata in ragioneria. Residente a Catania, si allena nell'impianto del locale club universitario.
Nel 1997 agli Europei under 23 in Finlandia a Turku vince la medaglia di bronzo con la staffetta 4 x 100 m e nello stesso anno, sempre con la 4 x 100 m, giunge quinta all'Universiade in Italia a Catania.
Ancora con la 4 x 100 m nel 2001 conquista l'argento ai Giochi del Mediterraneo in Tunisia a Tunisi.
Nel 2007 agli Europei indoor a Birmingham nel Regno Unito non va oltre le batterie sui 60 m; in Coppa Europa in Italia a Milano contribuisce a riportare in "serie A" la Nazionale femminile italiana arrivando seconda sui 100 m e prima con la 4 x 100 m; sempre nel 2007 ai Mondiali militari svoltisi ad Hyderabad in India termina quarta sui 100 m e vince l'oro con la 4 x 100 m.
Nel 2008, in Coppa Europa ad Annecy in Francia, finisce quarta nei 100 m (ottenendo la qualificazione per le Olimpiadi di Pechino) e conquista il bronzo con la 4 x 100 m. Ai Giochi Olimpici in Cina a Pechino non supera i quarti di finale nei 100 m ed invece con la staffetta 4 x 100 m viene squalificata in batteria (valevole come una semifinale, perché assegnava l'accesso diretto alla finale) per irregolarità nel passaggio del testimone.
Nel 2009 vince in Grecia ad Atene la medaglia d'oro dei 60 m alla prima edizione della Coppa del mondo giochi militari indoor; poi, sempre durante la stagione invernale, arriva sesta sui 60 m agli Europei indoor svoltisi in Italia a Torino e poi ai Giochi del Mediterraneo, anche questi tenutisi in Italia a Pescara, termina settima nei 100 m ed invece con la 4 x 100 m ottiene l'argento. Con la stessa staffetta ai Campionati europei per nazioni (l'ex Coppa Europa) a Leiria in Portogallo arriva sesta.

### Gli 11 titoli assoluti vinti
Il primo titolo italiano assoluto arriva nel 2001: medaglia d'oro con la staffetta 4 x 100 m; lo stesso risultato si ripete nei 3 anni a seguire. Infatti nel triennio 2002-2003-2004 Anita Pistone centra altrettanti titoli sempre con la 4 x 100 m. Ritornando al 2001, ha conquistato due medaglie di bronzo: la prima sui 60 m agli assoluti indoor e la seconda sui 100 m agli assoluti outdoor. Nel biennio 2002-2003 ha avuto diversi piazzamenti in gare indoor agli assoluti: nel 2002 è stata quinta sui 60 m, mentre l'anno dopo sulla stessa distanza ha chiuso al settimo posto e con la staffetta 4 x 200 m ha terminato in quarta posizione.
Nel 2005 agli assoluti indoor è stata quarta con la staffetta 4 x 200 m.
Nel 2006 vince la medaglia di bronzo con la staffetta 4 x 200 m agli assoluti indoor (dove arriva quarta sui 60 m) e quella d'oro con la 4 x 100 m agli assoluti outdoor in cui si ferma in batteria sui 100 m.
Il 2007 si rivela essere ricco di medaglie per lei: agli assoluti indoor conquista l'argento sui 60 m ed il bronzo con la 4 x 200 m; agli assoluti outdoor di Padova centra un tris di titoli, con una doppietta nelle prove individuali su 100 e 200 m a cui aggiunge anche la 4 x 100 m.
Nel 2008 vince l'oro sui 100 m agli assoluti outdoor.
Nel 2009 ottiene altre 3 medaglie agli assoluti con la doppietta di titoli su 60 e 100 m: agli indoor vince i 60 m (invece nella 4 x 200 m viene squalificata), mentre agli outdoor si impone sui 100 m e poi si aggiudica l'argento con la staffetta 4 x 100 m.

### Il record nazionale seniores, il matrimonio e la nascita della figlia
Il 21 giugno del 2008 in Coppa Europa ad Annecy in Francia, correndo in 43"04, stabilisce con Giulia Arcioni, Vincenza Calì ed Audrey Alloh, il nuovo ed attuale record italiano della staffetta 4 x 100 m.
Il 3 dicembre 2009 si è sposata con Fabio Fallica e nel maggio del 2011 ha messo alla luce la loro figlia Francesca.
Dopo aver lasciato l'attività agonistica nel 2011 per maternità, ha ripreso l'anno seguente con la Gioadventures Game di Catania.

## Record nazionali
- Staffetta 4 x 100 metri piani: 43"04 ( Annecy, 21 giugno 2008)
(Anita Pistone, Giulia Arcioni, Vincenza Calì, Audrey Alloh)[8]

## Progressione

### 60 metri piani indoor
| Stagione | Tempo | Luogo    | Data      | Rank. Mond. |
| -------- | ----- | -------- | --------- | ----------- |
| 2009     | 7"32  | Torino   | 7-3-2009  | 65ª         |
| 2007     | 7"31  | Ancona   | 18-2-2007 | 59ª         |
| 2006     | 7"58  | Ancona   | 19-2-2006 | 419ª        |
| 2005     | 7"57  | Ancona   | 19-2-2005 | 360ª        |
| 2004     | 7"69  | Genova   | 21-2-2004 | 670ª        |
| 2003     | 7"52  | Genova   | 1-3-2003  | 270ª        |
| 2002     | 7"46  | Genova   | 9-2-2002  | 150ª        |
| 2001     | 7"45  | Torino   | 24-2-2001 | 151ª        |
| 2000     | 7"49  | Valencia | 19-2-2000 | 187ª        |
| 1999     | 7"48  | Genova   | 20-2-1999 | 174ª        |
| 1998     | 7"42  | Ancona   | 22-2-1998 | 98ª         |

### 100 metri piani
| Stagione | Tempo | Luogo             | Data      | Rank. Mond. |
| -------- | ----- | ----------------- | --------- | ----------- |
| 2010     | 11"91 | Firenze           | 6-6-2010  | 858ª        |
| 2009     | 11"57 | Milano            | 1-8-2009  | 247ª        |
| 2008     | 11"27 | Annecy            | 21-6-2008 | 59ª         |
| 2007     | 11"37 | Pergine Valsugana | 7-7-2007  | 104ª        |
| 2006     | 11"79 | Roma              | 27-5-2006 | 512ª        |
| 2005     | 12"08 | Eboli             | 17-9-2005 | 1.295ª      |
| 2004     | 11"86 | Lugano            | 21-6-2004 | 644ª        |
| 2003     | 11"72 | Trento            | 31-5-2003 | 354ª        |
| 2002     | 11"75 | Viareggio         | 20-7-2002 | 372ª        |
| 2001     | 11"78 | Torino            | 9-6-2001  |             |
| 2000     | 11"55 | Conegliano        | 16-6-2000 | 212ª        |
| 1999     | 11"78 | Padova            | 26-6-1999 | 406ª        |
| 1998     | 11"64 | Roma              | 9-7-1998  | 233ª        |
| 1997     | 11"80 | Milano            | 4-7-1997  | 430ª        |

### 200 metri piani
| Stagione | Tempo | Luogo    | Data      | Rank. Mond. |
| -------- | ----- | -------- | --------- | ----------- |
| 2008     | 23"96 | Firenze  | 28-6-2008 | 502ª        |
| 2007     | 23"68 | Fabriano | 15-7-2007 | 281ª        |
| 2000     | 24"05 | Palermo  | 4-6-2000  | 423ª        |

## Palmarès
| Anno | Manifestazione          | Sede       | Evento      | Risultato        | Tempo | Note   |
| ---- | ----------------------- | ---------- | ----------- | ---------------- | ----- | ------ |
| 1997 | Europei under 23        | Turku      | 4x100 m     | Bronzo           | 44"73 | [ 9 ]  |
| 1997 | Universiade             | Catania    | 4x100 m     | 5ª               | 45"75 | [ 10 ] |
| 2001 | Giochi del Mediterraneo | Tunisi     | 4x100 m     | Argento          | 44"89 | [ 11 ] |
| 2007 | Europei indoor          | Birmingham | 60 m piani  | Batteria         | 7"43  | [ 12 ] |
| 2007 | Mondiali militari       | Hyderabad  | 100 m piani | 4ª               | 11"55 | [ 13 ] |
| 2007 | Mondiali militari       | Hyderabad  | 4x100 m     | Oro              | 44"97 | [ 14 ] |
| 2007 | DécaNation              | Parigi     | 100 m piani | 4ª               | 11"70 | [ 15 ] |
| 2008 | Olimpiadi               | Pechino    | 100 m piani | Quarti di finale | 11"56 | [ 16 ] |
| 2008 | Olimpiadi               | Pechino    | 4x100 m     | Batteria         | dq    | [ 17 ] |
| 2009 | Europei indoor          | Torino     | 60 m piani  | 6ª               | 7"32  | [ 18 ] |
| 2009 | DécaNation              | Parigi     | 100 m       | 5ª               | 11"78 | [ 19 ] |
| 2009 | Giochi del Mediterraneo | Pescara    | 100 m piani | 7ª               | 11"66 | [ 20 ] |
| 2009 | Giochi del Mediterraneo | Pescara    | 4x100 m     | Argento          | 43"86 | [ 21 ] |

## Campionati nazionali
- 1 volta campionessa assoluta indoor sui 60 m (2009)
- 3 volte campionessa assoluta sui 100 m (2007, 2008, 2009)
- 1 volta campionessa assoluta sui 200 m (2007)
- 6 volte campionessa assoluta nella staffetta 4x100 m (2001, 2002, 2003, 2004, 2006, 2007)

2001
- Bronzo ai Campionati italiani assoluti indoor, (Torino), 60 m - 7"45[22]
- Bronzo ai Campionati italiani assoluti, (Catania), 100 m - 11"77[23]
- Oro ai Campionati italiani assoluti, (Catania),
4x100 m - 45"18[24]

2002
- 5ª ai Campionati italiani assoluti indoor, (Genova), 60 m - 7"52[25]
- Oro ai Campionati italiani assoluti, (Viareggio),
4x100 m - 45"52[24]

2003
- 7ª ai Campionati italiani assoluti indoor, (Genova), 60 m - 7"58[26]
- 4ª ai Campionati italiani assoluti indoor, (Genova),
4x200 m - 1'40"18[27]
- Oro ai Campionati italiani assoluti, (Rieti),
4x100 m - 45"41[24]

2004
- Oro ai Campionati italiani assoluti, (Firenze),
4x100 m - 45"54[24]

2005
- 4ª ai Campionati italiani assoluti indoor, (Ancona),
4x200 m - 1'41"64[28]

2006
- 4ª ai Campionati italiani assoluti indoor, (Ancona), 60 m - 7"58[29]
- Bronzo ai Campionati italiani assoluti indoor, (Ancona), 4x200 m - 1'39"75[30]
- In batteria ai Campionati italiani assoluti, (Torino), 100 m - 12"28[31]
- Oro ai Campionati italiani assoluti, (Torino),
4x100 m - 46"33[32]

2007
- Argento ai Campionati italiani assoluti indoor, (Ancona), 60 m - 7"34[33]
- Bronzo ai Campionati italiani assoluti indoor, (Ancona), 4x200 m - 1'39"18[34]
- Oro ai Campionati italiani assoluti, (Padova),
100 m - 11"78[35]
- Oro ai Campionati italiani assoluti, (Padova),
200 m - 23"76[36]
- Oro ai Campionati italiani assoluti, (Padova),
4x100 m - 46"34[37]

2008
- Oro ai Campionati italiani assoluti, (Cagliari),
100 m - 11"45[38]

2009
- Oro ai Campionati italiani assoluti indoor, Torino, 60 m - 7"33[39]
- In finale ai Campionati italiani assoluti indoor, Torino,
4x200 m - SQU[40]
- Oro ai Campionati italiani assoluti, (Milano),
100 m - 11"57[41]
- Argento ai Campionati italiani assoluti, (Milano),
4x100 m - 45"70[42]

## Altre competizioni internazionali
2007
- Argento in Coppa Europa,( Milano), 100 m - 11"44[43]
- Oro in Coppa Europa, ( Milano), 4x100 m - 43"98[44]
- Oro nella Coppa del Mediterraneo Ovest, ( Firenze), 4x100 m - 44"54[45]

2008
- 4ª in Coppa Europa, ( Annecy), 100 m - 11"27[46]
- Bronzo in Coppa Europa, ( Annecy), 4x100 m - 43"04[47]
- Oro nella Coppa del mondo giochi militari indoor, ( Atene), 60 m - 7"34[48]

2009
- 6ª nell'Europeo per nazioni, ( Leiria), 4x100 m - 44"09[49]